# Гладкая сердцевидка
Гладкая сердцевидка, или церастодерма серая, или церастодерма сизая (лат. Cerastoderma glaucum) — вид морских двустворчатых моллюсков из семейства сердцевидок (Cardiidae).
Этот вид обитает вдоль побережья Европы и Северной Африки, в том числе в Средиземном, Чёрном и Каспийском морях, в низкосолёном Балтийском море. На северо-западе Европы (включая Британские острова), он обычно живёт на открытом берегу. Обитает на небольшой глубине, зарываясь в песок и ил.
Раковина небольшая, округлая или овально-четырёхугольная, тонкостенная, почти не вытянутая в длину, с сильно выступающими макушками, расположенными почти посредине спинного края. Окраска белая или серая, заднее поле часто с бурым пятном.
Сердцевидки обладают сильной клиновидной ногой и с её помощью не только передвигаются и быстро закапываются в грунт, но и подпрыгивают на несколько сантиметров над дном, когда им грозит опасность со стороны их врагов .
Сердцевидка зелёная может вырастать в длину до 50 мм. На северо-западе Европы, она нерестится в мае-июле, планктонная личиночная фаза длится 11—30 дней. Живёт, как правило, 2—5 лет.